# Farkas (Marvel Comics)
Farkas, valódi nevén Rahne Sinclair egy kitalált szereplő, szuperhős a Marvel Comics képregényeiben. A szereplőt Chris Claremont és Bob McLeod alkotta meg. Első megjelenése a Marvel Graphic Novel negyedik számában volt, 1982-ben.
Rahne alakváltó mutáns, képes farkassá vagy egy farkas és ember közötti állapotba átalakulni. Farkas egyik alapító tagja volt az Új Mutánsok nevű szuperhőscsapatnak.